# Guerra dos Camarões
A Guerra dos Camarões, também conhecida como Guerra Bamileke ou Guerre Cachée ("Guerra Oculta"), refere-se a luta pela independência camaronesa entre o movimento nacionalista dos Camarões e a França. O movimento foi liderado pela União das Populações dos Camarões (UPC) que se opunha a qualquer continuação das relações de dominação com o poder colonial francês. Mesmo após a independência, a rebelião prosseguiu, moldando a política contemporânea.
A guerra começou com tumultos em 1955 e continuou depois que Camarões conquistou a independência em 1960. Após a independência, o primeiro presidente de Camarões, Ahmadou Ahidjo, solicitou a continuação da intervenção militar francesa para combater os rebeldes. A rebelião da UPC foi amplamente esmagada pelas Forças Armadas Camaronesas e pelo Exército Francês em 1964. Esta guerra é muitas vezes esquecida porque ocorreu no auge do maior conflito colonial da França, a Guerra da Argélia.
Acredita-se que a guerra tenha produzido cerca de 61.300 a 76.300 mortes de civis, de acordo com estimativas da embaixada britânica montada em 1964, com 80% dos mortos sendo da região de Bamileke. O general Max Briand, comandante de todas as forças militares francesas em Camarões, deu uma estimativa de 20.000 pessoas mortas na região de Bamileke somente em 1960. Algumas estimativas modernas de mortes chegam a centenas de milhares ou até milhões, mas acredita-se que não sejam confiáveis. No geral, estimar o número de mortes é difícil, pois a administração francesa não manteve registros meticulosos do número de pessoas mortas.